# Eldorado (Illinois)
Eldorado és una població dels Estats Units a l'estat d'Illinois. Segons el cens del 2000 tenia 4.534 habitants.

## Demografia
Segons el cens del 2000, Eldorado tenia 4.534 habitants, 1.945 habitatges, i 1.182 famílies. La densitat de població era de 761,1 habitants/km².
Dels 1.945 habitatges en un 27,8% hi vivien nens de menys de 18 anys, en un 45,8% hi vivien parelles casades, en un 11,6% dones solteres, i en un 39,2% no eren unitats familiars. En el 35,8% dels habitatges hi vivien persones soles el 20,5% de les quals corresponia a persones de 65 anys o més que vivien soles. El nombre mitjà de persones vivint en cada habitatge era de 2,21 i el nombre mitjà de persones que vivien en cada família era de 2,86.
Per edats la població es repartia de la següent manera: un 22,2% tenia menys de 18 anys, un 8,1% entre 18 i 24, un 23,5% entre 25 i 44, un 21,9% de 45 a 60 i un 24,3% 65 anys o més.
L'edat mediana era de 42 anys. Per cada 100 dones de 18 o més anys hi havia 79 homes.
La renda mediana per habitatge era de 22.500 $ i la renda mediana per família de 30.861 $. Els homes tenien una renda mediana de 27.721 $ mentre que les dones 14.514 $. La renda per capita de la població era de 12.980 $. Aproximadament el 16,4% de les famílies i el 23,1% de la població estaven per davall del llindar de pobresa.

## Poblacions properes
El següent diagrama mostra les poblacions més properes.